# Янгъяха (приток Большой Хадырьяхи)
Янгъяха (устар. Янг-Яха) — река в России, протекает по Ямало-Ненецкому АО. Устье реки находится в 181 км по левому берегу реки Большая Хадырьяха. Длина реки составляет 54 км. Высота устья — 27,6 м над уровнем моря.

## Бассейн
- 10 км: Косомаяха (пр)
  - 3 Км: Тытусейяха (пр)
- 11 км: Сетейяха (лв)
- 35 км: Пенсиасъяха (пр)

## Данные водного реестра
По данным государственного водного реестра России относится к Нижнеобскому бассейновому округу, водохозяйственный участок реки — Пур. Речной бассейн реки — Пур.
Код объекта в государственном водном реестре — 15040000112115300060268.